# Frachtführer
Der Frachtführer (englisch carrier) ist ein Kaufmann, der gewerbsmäßig gegen Entgelt Frachtgut mittels Frachtvertrag zu Land (auf Straße oder Schiene), auf Binnengewässern oder mit Luftfahrzeugen transportiert und dem Empfänger abliefert.

## Allgemeines
Das Handelsrecht befasst sich mit einigen gewerblich tätigen Unternehmern, die den Transport von Personen oder Gütern übernehmen. Dazu gehören Frachtführer, Spediteur und Verfrachter. Die Spediteure, Frachtführer und Verfrachter sind meist auch Lagerhalter, weil sie im Bereich ihres Handelsgewerbes auch regelmäßig Güter lagern.

## Rechtsfragen
Der Frachtführer wird durch den Frachtvertrag nach § 407 HGB verpflichtet, das Frachtgut zum Bestimmungsort zu befördern und dort an den Empfänger abzuliefern. Der Absender wird verpflichtet, als Gegenleistung die vereinbarte Fracht zu zahlen, und zwar bei Ablieferung des Gutes (§ 420 Abs. 1 HGB). Ein Inkasso der Fracht in Form der Nachnahme ist möglich (§ 422 HGB). Der Frachtführer hat Lieferfristen zu beachten (§ 423 HGB). Die Obhutshaftung des Frachtführers ergibt sich aus § 425 Abs. 1 HGB, wonach er für den Sachschaden haftet, der durch Verlust oder Beschädigung des Gutes in der Zeit von der Übernahme zur Beförderung bis zur Ablieferung oder durch Überschreitung der Lieferfrist entsteht. 
Gemäß § 408 HGB kann vom Frachtführer ein Frachtbrief ausgestellt werden. Über die Verpflichtung zur Ablieferung des Gutes kann vom Frachtführer auch ein Ladeschein ausgestellt werden, der die in § 408 Abs. 1 HGB genannten Angaben enthalten soll (§ 443 Abs. 1 HGB). Der Frachtführer hat nach § 440 Abs. 1 HGB für alle Forderungen aus dem Frachtvertrag ein gesetzliches Pfandrecht an dem ihm zur Beförderung übergebenen Gut des Absenders, insbesondere solange er mittels Konnossements, Ladescheins oder Lagerscheins darüber verfügen kann. Nach Ankunft des Gutes an der Ablieferungsstelle ist der legitimierte Besitzer des Ladescheins berechtigt, vom Frachtführer die Ablieferung des Gutes zu verlangen (§ 445 Abs. 1 HGB). Macht er von diesem Recht Gebrauch, ist er entsprechend § 421 Abs. 2 und 3 HGB zur Zahlung der Fracht und einer sonstigen Vergütung verpflichtet. Der Ladeschein ist nach § 448 HGB ein Traditionspapier, so dass der legitimierte Besitzer des Ladescheins auch Eigentümer der transportierten Güter ist.
Dem Frachtvertrag dürfen die Beförderungsbedingungen wie beispielsweise die Allgemeinen Deutschen Spediteurbedingungen hinzugefügt werden.

## Arten
Frachtführer gibt es zu Lande als Güterkraftverkehr auf Straßen und als Schienengüterverkehr auf Schienen sowie als Binnenschifffahrt mit Frachtschiffen auf Binnengewässern. Für den Frachtführer auf See gibt es den Rechtsbegriff des Verfrachters mit eigenständigen Regelungen im Rahmen des Seerechts. In der Luftfahrt befördern die Luftfrachtführer Luftfracht. Der Spediteur besorgt als Vermittler gewerbsmäßig den Güterversand durch Abschluss von Frachtverträgen mit Frachtführern und Verfrachtern, während die Frachtführer und Verfrachter den Transport durchführen.

## International
In Österreich enthält § 425 UGB eine Legaldefinition, wonach Frachtführer (auch Frächter genannt) ist, „wer es übernimmt, die Beförderung von Gütern zu Lande oder auf Flüssen oder sonstigen Binnengewässern auszuführen“. Mangels Erwähnung ist der Luftfrachtführer aus den Bestimmungen der § 425 ff. UGB ausgenommen. Es gilt das Warschauer Abkommen über die Beförderung im internationalen Luftverkehr, wonach der vertragliche Luftfrachtführer eine Person ist, die als eine Vertragspartei mit einem Reisenden oder einem Absender oder mit einer für den Reisenden oder den Absender handelnden Person einen dem Warschauer Abkommen unterliegenden Beförderungsvertrag geschlossen hat. Reiseveranstalter unterliegen als vertragliche Luftfrachtführer dem Montrealer Übereinkommen. Nach § 426 UGB kann die Ausstellung eines Frachtbriefs verlangt werden. Der Frachtführer haftet gemäß § 429 UGB für den Schaden, der durch Verlust oder Beschädigung des Gutes in der Zeit von der Annahme bis zur Ablieferung oder durch Versäumung der Lieferzeit entsteht, es sei denn, dass der Verlust, die Beschädigung oder die Verspätung auf Umständen beruht, die durch die Sorgfalt eines ordentlichen Frachtführers nicht abgewendet werden konnten (höhere Gewalt). Durch Annahme des Gutes und des Frachtbriefs wird der Empfänger verpflichtet, dem Frachtführer nach Maßgabe des Frachtbriefs Zahlung zu leisten (§ 436 UGB).
In der Schweiz bestimmt Art. 440 OR, dass Frachtführer ist, wer gegen Vergütung (Frachtlohn) den Transport von Sachen auszuführen übernimmt. Der Absender hat nach Art. 441 OR dem Frachtführer die Adresse des Empfängers und den Ort der Ablieferung, die Anzahl, die Verpackung, den Inhalt und das Gewicht der Frachtstücke, die Lieferungszeit und den Transportweg sowie bei wertvollen Gegenständen auch deren Wert genau zu bezeichnen. Wenn ein Frachtgut verloren oder zugrunde gegangen ist, so hat der Frachtführer gemäß Art. 447 OR den vollen Wert zu ersetzen, sofern er nicht beweist, dass der Verlust oder Untergang durch die natürliche Beschaffenheit des Gutes oder durch ein Verschulden oder eine Anweisung des Absenders oder des Empfängers verursacht sei oder auf Umständen beruhe, die durch die Sorgfalt eines ordentlichen Frachtführers nicht abgewendet werden konnten.